# Larinae
Larinae je potporodica ptica iz porodice Laridae.

## Taksonomija
Porodicu Laridae uveo je (kao Laridia) francuski polihistor Constantine Samuel Rafinesque 1815. godine. Taksonomiju galebova komplicira njihova široko rasprostranjena zona hibridizacije koja dovodi do protoka gena. Neke se tradicionalno smatraju prstenastim vrstama, ali nedavni dokazi sugeriraju da je ta pretpostavka upitna. Sve do nedavno, većina galebovi su bili smješteni u rod Larus, ali se otkrilo da je ova konfiguracija polifiletska, pa se ponovno uvode rodovi Ichthyaetus, Chroicocephalus, Leucophaeus, Saundersilarus i Hydrocoloeus.
Hibridizacija između vrsta galeba događa se prilično često, premda u različitom stupnju, ovisno o uključenim vrstama. Taksonomija velikih galebova s bijelom glavom posebno je složena.
Američki savez ornitologa smatra Sternidae, Stercorariidae i Rhynchopidae kao potporodicama porodice Laridae, no nedavna istraživanja pokazuju da je to netočno.

### Popis vrsta
Ovo je popis od 54 vrste galebova, predstavljene u taksonomskom slijedu:
Rod Larus
- Krupnokljuni galeb, Larus pacificus
- Humboltski galeb, Larus belcheri
- Patagonski galeb, Larus atlanticus
- Japanski galeb, Larus crassirostris
- Kalifornijski galeb, Larus heermanni
- Burni galeb, Larus canus
- Prstenokljuni galeb, Larus delawarensis
- Kanadski galeb, Larus californicus
- Veliki galeb, Larus marinus
- Južni galeb, Larus dominicanus
  - Rtni galeb, Larus dominicanus vetula
- Sjevernopacifički galeb, Larus glaucescens
- Obalni galeb, Larus occidentalis
- Meksički galeb, Larus livens
- Sjeverni galeb, Larus hyperboreus
- Arktički galeb, Larus glaucoides
  - Bafinski galeb, Larus glaucoides kumlieni
  - Eskimski galeb, Larus glaucoides thayeri
- Srebrnasti galeb, Larus argentatus
- Američki srebrnasti galeb, Larus smithsonianus
- Pontski galeb, Larus cachinnans
- Galeb klaukavac, Larus michahellis
- Larus vegae
- Armenski galeb, Larus armenicus
- Sinji galeb, Larus schistisagus
- Tamnoleđi galeb, Larus fuscus
  - Sibirski galeb, Larus fuscus heuglini

Rod Ichthyaetus
- crvenomorski galeb, Ichthyaetus leucophthalmus
- Tamnoprsi galeb, Ichthyaetus hemprichii
- Veliki crnoglavi galeb, Ichthyaetus ichthyaetus
- Sredozemni galeb, Ichthyaetus audouinii
- Crnoglavi galeb, Ichthyaetus melanocephalus
- mongolski galeb, Ichthyaetus relictus

Rod Leucophaeus
- Mageljanski galeb, Leucophaeus scoresbii
- Astečki galeb, Leucophaeus atricilla
- Prerijski galeb, Leucophaeus pipixcan
- Mrki galeb, Leucophaeus fuliginosus
- Sivi galeb, Leucophaeus modestus

Rod Chroicocephalus
- Australski galeb, Chroicocephalus novaehollandiae
  - Novozelandski galeb, Chroicocephalus novaehollandiae scopulinus (sin. Chroicocephalus scopulinus)
- Južnoafrički galeb, Chroicocephalus hartlaubii
- Smeđoglavi galeb, Chroicocephalus maculipennis
- Sivoglavi galeb, Chroicocephalus cirrocephalus
- Andski galeb, Chroicocephalus serranus
- Crnokljuni galeb, Chroicocephalus bulleri
- Planinski galeb, Chroicocephalus brunnicephalus
- Riječni galeb, Chroicocephalus ridibundus
- Tankokljuni galeb, Chroicocephalus genei
- Šumski galeb, Chroicocephalus philadelphia
- Kratkokljuni galeb, Chroicocephalus saundersi

Rod Hydrocoloeus (može uključivati rod Rhodostethia)
- Mali galeb, Hydrocoloeus minutus

Rod Rhodostethia
- Rhodostethia rosea, ružičasti galeb

Rod Rissa
- Troprsti galeb, Rissa tridactyla
- Berinški galeb, Rissa brevirostris

Rod Pagophila
- Bijeli galeb, Pagophila eburnea

Rod Xema
- galeb lastar, Xema sabini

Rod Creagrus
- galapagoski galeb, Creagrus furcatus,

## Evolucija
Laride su poznate iz još neobjavljenih fosilnih dokaza još od ranog oligocena, prije nekih 30–33 milijuna godina. Tri vrste slične galebu opisao je Alphonse Milne-Edwards iz ranog miocena u Saint-Gérand-le-Puyu u Francuskoj. Fosilni galeb od srednjeg do kasnog miocena u okrugu Cherry, Nebraska, SAD smješten je u pretpovijesni rod Gaviota; osim ovog i neopisanog fosila ranog oligocena, sve su pretpovijesne vrste okvirno dodijeljene modernom rodu Larus. Među onima koji su potvrđeni kao galebovi, Milne-Edwardsov "Larus" elegans i "L." totanoidi iz kasnog oligocena/ranog miocena jugoistočne Francuske od tada su odvojeni u Laricoli.